# When Disaster Strikes
When Disaster Strikes es el segundo álbum del rapero Busta Rhymes, lanzado el 23 de septiembre de 1997.

## Lista de canciones
1.	"Intro" (featuring Dolemite)
2.	"The Whole World Lookin' at Me"
3.	"Survival Hungry"
4.	"When Disaster Strikes"
5.	"So Hardcore"
6.	"Get High Tonight"
7.	"Turn It Up"
8.	"Put Your Hands Where My Eyes Could See"
9.	"It's All Good"
10.	"There's Not a Problem My Squad Can't Fix" (featuring Jamal)
11.	"We Could Take it Outside" (featuring The Flipmode Squad)
12.	"Rhymes Galore"
13.	"Things We Be Doin' for Money (Part 1)"
14.	"Things We Be Doin' for Money (Part 2)" (featuring Rampage, Anthony Hamilton & The Chosen Generation)
15.	"One" (featuring Erykah Badu)
16.	"Dangerous"
17.	"The Body Rock" (featuring Rampage, Sean "Puffy" Combs & Mase)
18.	"Get Off My Block" (featuring Lord Have Mercy)
19.	"Outro (Preparation for the Final World Front)"

## Posicionamiento
Álbum – Billboard (EE. UU.)
| Año  | Lista                  | Posición |
| ---- | ---------------------- | -------- |
| 1997 | Billboard 200          | 3        |
| 1997 | Top R&B/Hip-Hop Albums | 1        |

- Datos: Q2298443